# Woody Woodpecker (Fernsehserie)
Woody Woodpecker (Originaltitel: The New Woody Woodpecker Show) ist eine US-amerikanische Comedy-Zeichentrickserie aus dem Jahr 1999 und wurde produziert von Universal Cartoon Studios. Die Serie folgt Woody Woodpecker und seinen verrückten Abenteuer, in denen er Chaos und Unruhe stiftet. Dabei wird er von seinen Freunden und seiner Familie unterstützt und gerät in so manche Schwierigkeiten, aus denen er sich stets rettet.

## Beschreibung
Woody Woodpecker ist ein frecher und lustiger Helmspecht, der jeden zum Lachen bringt und Unruhe und Chaos stiftet. Diesmal wird er unterstützt von seiner Familie, darunter Knothead, Woodys Neffe und Splinter, Woodys Nichte und seiner Freundin Winnie Woodpecker sowie von seinen Freunden, darunter Chilly Willy, mit denen er Abenteuer erlebt. Doch auch alleine ist er nicht zu stoppen und legt sich mit alten Feinden wie Buzz Buzzard oder Wally Walrus an und zieht sich stets aus schwierigen Situationen heraus.

## Synchronisation
| Rolle               | Original Sprecher        | Deutscher Sprecher |
| ------------------- | ------------------------ | ------------------ |
| Woody Woodpecker    | Billy West               | Bernd Simon        |
| Winnie Woodpecker   | B. J. Ward               |                    |
| Splinter            | Nika Futterman           |                    |
| Knothead            | Elizabeth Daily          |                    |
| Mrs. Meany          | Andrea Martin            |                    |
| Buzz Buzzard        | Mark Hamill              |                    |
| Wally Walrus        | Billy West               |                    |
| Dr. Doug Nutts      | Billy West               |                    |
| Mutter Natur        | B. J. Ward               |                    |
| Smedley             | Billy West               |                    |
| Maxie, der Polarbär | Rob Paulsen              |                    |
| Sgt. Hogwash        | Blake Clark              |                    |
| Bürgermeister       | Kevin Michael Richardson |                    |